# Alan I van Avaugour
Alan I van Avaugour (circa 1153/1154 - 29 december 1212) was van 1183 tot aan zijn dood heer van Avaugour en Goëlo en van 1206 tot aan zijn dood graaf van Penthièvre. Hij behoorde tot het huis Avaugour.

## Levensloop
Alan I was de oudste zoon van graaf Hendrik van Trégor uit diens huwelijk met Mathilde, dochter van graaf Jan I van Vendôme.
Rond 1183 volgde hij zijn overleden vader op als heer van Goëlo en Avaugour. Twee jaar later huldigde hij op een assemblee van Bretonse edelen koning Filips II van Frankrijk als zijn leenheer. Vier jaar later, in 1189, behoorde hij tot de edelen die zich verzetten tegen de aanspraken die koning Richard I van Engeland liet gelden op het regentschap van de jonge hertog Arthur I van Bretagne.
Tussen 1184 en 1189 stichtte hij een klooster nabij Paimpol, op het Île Saint-Riom, dat bestemd was voor de kanunniken in de Saint-Victorabdij in Parijs. In 1200 werd dit klooster ingepalmd door de Premonstratenzers van de Abdij van La Lucerne en kreeg het een nieuwe naam, de Abdij van Beaufort.
In 1206 erfde hij van zijn kinderloze neef Godfried III het graafschap Penthièvre, net als diens aanspraken op het hertogdom Bretagne. Deze erfenis werd bevestigd door de overige erfgenamen van Godfried en Filips II van Frankrijk. Omdat Gwijde van Thouars, de werkelijke hertog van Bretagne, een conflict met Alan vreesde, schonk die hem het noordelijke deel van Bretagne, meer bepaald de gebieden die de bisdommen Saint-Malo, Dol-de-Bretagne, Saint-Brieuc en Saint-Pol-de-Léon omvatten. In 1209 sloten Alan en Gwijde onder impuls van koning Filips II van Frankrijk opnieuw een akkoord waarbij Gwijdes dochter Alix verloofd werd met Alans zoon Hendrik II. 
Alan I overleed in december 1212. Zijn minderjarige zoon Hendrik II erfde zijn gebieden, onder de voogdij van Alans broer Geslin van Coëtmen en zijn schoonbroer Conan van Léon.

## Huwelijken en nakomelingen
Rond 1180 huwde Alan met zijn eerste echtgenote Petronella, dochter van burggraaf Richard I van Beaumont-au-Maine. Het huwelijk bleef kinderloos.
In 1204 hertrouwde hij met Adelheid van L'Aigle. Uit hun huwelijk zijn twee zonen bekend:
- Hendrik II (1205-1281), heer van Avaugour en Goëlo en graaf van Trégor en Penthièvre
- Godfried I Boterel (1207-1274), heer van Quintin